# Marie Anne de Bourbon, prinsessan de Conti
Marie Anne de Bourbon, prinsessa av Conti, född 2 oktober 1666, död 3 maj 1739, var en erkänd illegitim dotter till kung Ludvig XIV av Frankrike och Louise de la Vallière, gift med Louis Armand de Bourbon, prins av Conti.  Hon hade även titlarna Mademoiselle de Blois och hertiginna av La Vallière. 

## Biografi

### Barndom
Marie Anne var kung Ludvigs äldsta erkända illegitima barn, och hennes födsel skedde i hemlighet. Hon ansågs vara hans vackraste barn, och beskrivs som hans favoritdotter. Hon och hennes bror uppfostrades av hustrun till finansministern Jean-Baptiste Colbert på avstånd från hovet. 
Marie Anne legitimerades av sin far kungen 14 maj 1667, och fick titeln Mademoiselle de Blois. Hon presenterades vid hovet 1674. Hennes mor gick i kloster 1675 och placerade henne under beskydd av kungens svägerska Elisabeth Charlotta av Pfalz. Marie Anne övertog då titeln hertiginna de La Vallière och Vaujours efter sin mor. Marie Anne visade under hela sitt liv lojalitet mot sin mor och besökte henne i klostret fram till moderns död. Hon stod också nära sin bror greven av Vermandois, som deras far kungen aldrig riktigt tyckte om. 
Ludvig XIV:s legitima döttrar hade avlidit i barndomen, och sedan han hade legitimerat Marie Anne och gett henne en offentlig ställning vid hovet, önskade han arrangera ett dynastiska äktenskap för henne med en utländsk prins på samma sätt som han skulle ha gjort med en inomäktenskaplig dotter. Han vill få henne gift med Viktor Amadeus II av Savojen, som dock vägrade gifta sig med en utomäktenskaplig dotter. 

### Prinsessa av Conti
Hon gifte sig på Saint-Germain-en-Laye den 16 januari 1680 med sin kusin prins Louis-Armand de Bourbon-Conti, prins av Conti (1661-1685), med en hemgift på en miljon livres. Det var första gången ett av kungens illegitima barn gifte sig med en medlem av kungahuset, och hennes svärfar Louis II av Bourbon hade själv föreslagit det för att stärka sin relation till kungen.  Bruden var tretton och brudgummen arton, och bröllopsnatten beskrivs som en katastrof. Hennes make lämnade hovet strax efter bröllopet för att tjänstgöra i kriget mot Osmanska riket. 
År 1683 avled hennes bror, förvisad från hovet sedan han haft en kärleksaffär med sin farbrors älskare. 1685 avled hennes make fem dagar efter att hon gett honom smittkoppor. Hon vägrade att gifta om sig och var i resten av sitt liv känd som änkeprinsessan de Conti. Hon tackade nej till ett frieri från sultanen av Marocko, Ismail Ibn Sharif. Det är möjligt att hennes brorson  prins Filip av Orléans, hertig av Anjou, friade till henne i hemlighet 1698, men om så skedde tackade hon nej. Hon hade under en tid ett förhållande med Chevalier de Clermont-Chaste, som var fattig och försökte utvinna fördelar av förhållandet, varför han förvisades av kungen. 
Hon förblev under hela sitt liv faderns favorit. Hon kom däremot inte överens med sina halvsystrar, Madame de Montespans döttrar Louise-Françoise de Bourbon och Françoise-Marie de Bourbon, med vilka hon låg i konflikt. Konflikten med Louise-Françoise bröt ut vid dennas giftermål 1686, och 1692 kom de båda i konflikt med Françoise-Marie, sedan denna 1692 hade fått ett äktenskap arrangerat med en man av högre rang än dem båda, och fått en högre hemgift än de båda hade fått. Kungen överlät åt Madame de Maintenon att se till att lugn upprätthölls inom familjen. Marie Anne presenterade sin halvbror kronprinsen för sin hovdam  Émilie de Choin, som han senare gifte sig morganatiskt med. Giftermålet hade inte Marie Anne stöd och orsakade en konflikt mellan henne och kronprinsen, men hon fortsatte dock att ingå i hans privata krets på slottet Château de Meudon fram till hans död och räknades avgjort till kronprinsens falang vid hovet. 
Marie Anne de Bourbon var länge berömd för sin skönhet. Vid ett tillfälle ska Marie Anne ha sett sin svägerska kronprinsessan, Victoria av Bayern, i sömn. Victoria ansågs vara ful, och Marie Anne anmärkte då att kronprinsessan var lika ful i sömnen som då hon var vaken. Då vaknade Victoria och svarade att hon aldrig hade haft förmånen av att vara ett kärleksbarn. 
Vid moderns död 1710 ärvde hon dennas hertigdöme de la Vallière med tillhörande inkomst. Sedan hennes halvbror kronprinsen avlidit 1711 beskrivs hon som alltmer nedstämd och depressiv. Ludvig XIV avled 1715.

### Under Ludvig XV:s regeringstid
År 1721 gavs hon ansvaret för Ludvig XV:s trolovade,  Maria Anna Victoria av Spanien, som vid tre års ålder kom för att leva vid det franska hovet. Efter att Maria Victoria skickades tillbaka till Spanien 1725, avslutade Marie Anne sitt hovliv och tillbringande resten av sitt liv på sina olika slott. Hon avled av en hjärntumör.   